# Juhan Weitzenberg

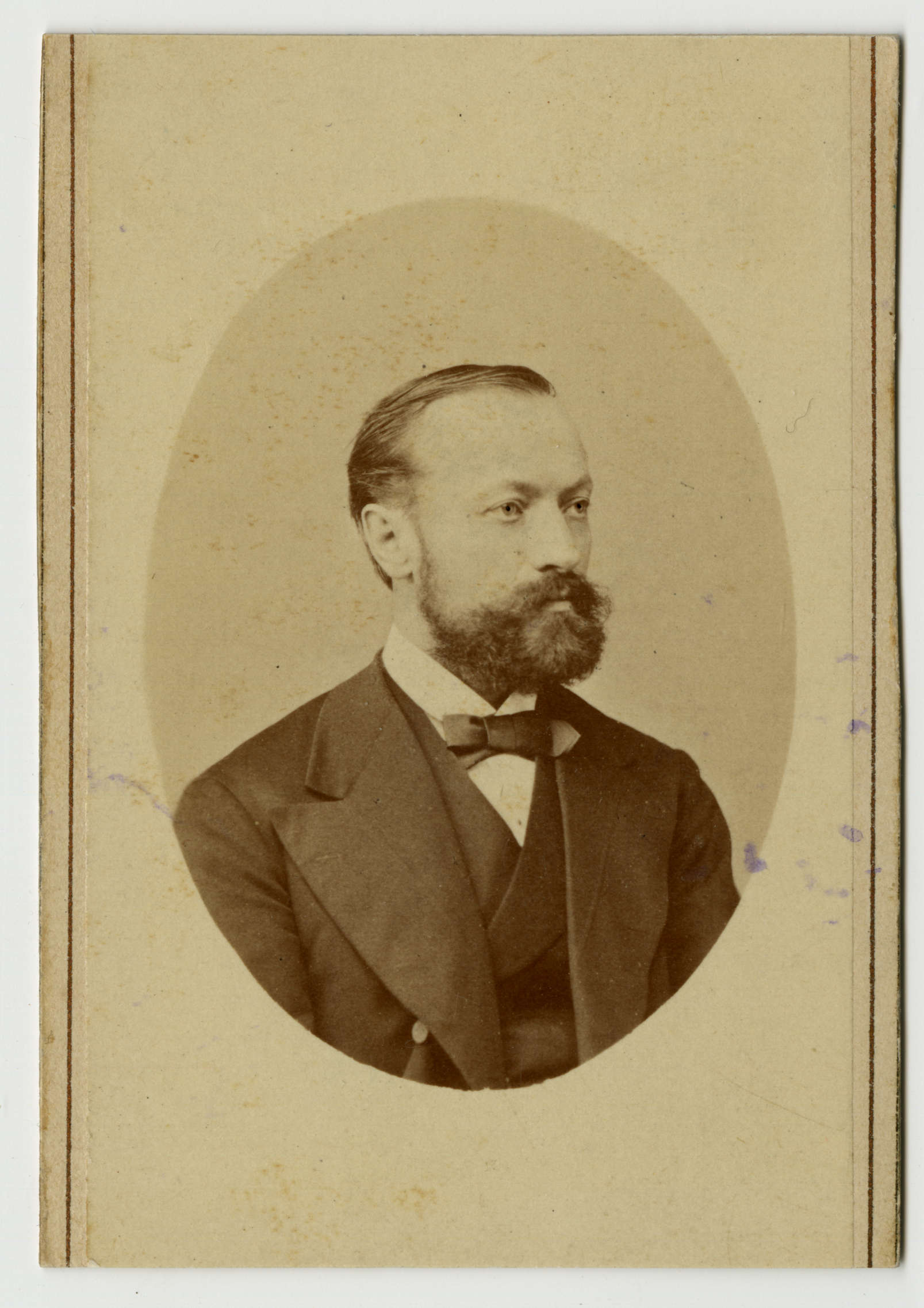
Juhan Weitzenberg

Juhan Weitzenberg (auch Weizenberg, * 10. Julijul. / 22. Juli 1838greg. in Erastvere; † 23. Oktoberjul. / 4. November 1877greg. in Narva) war ein estnischer Dichter.

## Leben
Weitzenberg war nach dem Besuch der Gemeindeschulen in Erastvere und Kanepi von 1850 bis 1854 auf der deutschsprachigen Kreisschule in Tartu. Hier war Jakob Hurt einer seiner Klassenkameraden. In die Schulzeit fällt ein traumatisches Erlebnis, das das Leben des Dichters bis zu seinem Tode überschatten sollte: Als 13-Jähriger tötete er beim Spiel mit einem Gewehr seinen 5-jährigen Bruder.
Von 1855 bis 1857 war Weitzenberg Hauslehrer des Küsters von Torma, Adam Jakobson, und dadurch Lehrer von Carl Robert Jakobson. Von 1858 bis 1861 war er Gemeindeschreiber in Alatskivi, und seit 1861 Angestellter eines forstwirtschaftlichen Unternehmens in Narva. Das vergleichsweise gute Gehalt, das er hier bezog, ermöglichte ihm die finanzielle Unterstützung seines Vetters, des Bildhauers August Weizenberg, und Carl Robert Jakobsons. 1860 wurde bei ihm Tuberkulose diagnostiziert. 1873 reiste er deswegen zur Kur nach Deutschland, Österreich und in die Schweiz. 1876 unternahm er eine Reise nach Finnland und Schweden. Er war Präsident der 1874 in Narva gegründeten Gesellschaft „Ilmarine“, die sich mit Gesang und Theater befasste.

## Literarisches Werk
Juhan Weitzenberg hat nur ein schmales Œuvre vorzuweisen, das aus „ungefähr 20“ oder „ungefähr 30“ Gedichten besteht. Bei manchen seiner Gedichte ist die Urheberschaft nicht gesichert, andere sind verlorengegangen. Letzteres ist bei seinem „Klagelied“ (Ikulaul) der Fall, das er nach seiner jugendlichen Bluttat verfasst hatte und das im Manuskript Verbreitung fand.
Darüber hinaus sind viele seiner Briefe, in denen er unter anderem von seinen Reisen berichtet, bewahrt geblieben. Er publizierte in Zeitungen wie dem Perno Postimees und führte eine Polemik mit deren Herausgeber Johann Voldemar Jannsen. Ferner stand er in brieflichem Kontakt mit Friedrich Reinhold Kreutzwald und Georg Julius von Schultz. Seine Dichtung bildet den Übergang von der Volksdichtung zur modernen Poesie und ist aufgrund der relativ großen Popularität einiger weniger Gedichte „in den Bereich der neueren Volksdichtung gerückt worden“. Hierzu zählen die beiden einzigen separat veröffentlichten Gedichte. Tõnnis Laks oder des Esten Vaterland behandelt den Wunschtraum eines Esten, nach Russland auszuwandern, der sich aber zerschlägt, Klagelied des alten Gutsaufsehers bei der Abgabe der Gutsverwaltung ist ein frühes Beispiel einer gegen die Feudalherren gerichteten Dichtung.

## Bibliografie
- Tõnnis Laks ehk Eestlase Isamaa ('Tõnnis Laks oder des Esten Vaterland'). Narva: J. Pachmann 1862. 4 S.
- Vana hopmanni Nutulaul Mõisavalitsust käest ära andes ('Klagelied des alten Gutsaufsehers bei der Abgabe der Gutsverwaltung'). Tartu: H. Laakmann 1864. 14 S.

Neben dem erwähnten Tõnnis Laks, das auf Deutsch auch in der Düna-Zeitung erschienen ist, sind noch zwei weitere Gedichte in die genannten Anthologie von Wilhelm Nerling aufgenommen worden.